# Étaimpuis
Étaimpuis – miejscowość i gmina we Francji, w regionie Normandia, w departamencie Sekwana Nadmorska.
Według danych na rok 1990 gminę zamieszkiwało 550 osób, a gęstość zaludnienia wynosiła 52 osoby/km² (wśród 1421 gmin Górnej Normandii Étaimpuis plasuje się na 421. miejscu pod względem liczby ludności, natomiast pod względem powierzchni na miejscu 317.).